# Eleanor Farjeon
Eleanor Farjeon (født 13. februar 1881 i London, død 5. juni 1965 i Hampstead) var en engelsk børnebogsforfatter, journalist, skribent og salmedigter. Eftertiden husker hende nok bedst for salmen "Morning has broken", som fik sin største udbredelse i Cat Stevens' version.
Hun var datter af forfatteren B.L. Farjeon, søster til komponisten Harry Farjeon og forfatterne Joseph Jefferson Farjeon og Herbert Farjeon.
Prisen Eleanor Farjeon Award uddeles årligt siden 1966, finansieret af The Eleanor Farjeon Trust.

## Priser
- Carnegie Medal 1955 for "The Little Bookroom".
- H.C. Andersen-medaljen 1956 som den første modtager.